# Podmokly nad Berounkou
Podmokly (deutsch Podmokl) ist eine Gemeinde in Tschechien. Sie liegt zwölf Kilometer nordöstlich von Radnice im Okres Rokycany.

## Geographie
Podmokly befindet sich in der Radnická vrchovina im Landschaftsschutzgebiet Křivoklátsko. Das Dorf liegt rechtsseitig der Berounka auf einer Anhöhe zwischen den Bächen Lubná und Podmokelský potok. Nordöstlich erhebt sich die Černá skalka (468 m), im Osten die Dubinky (489 m), Sirská hora (524 m) und die Lípa (504 m), südöstlich der Těchovín (617 m), Radost (584 m) und Bráh (524 m), im Süden die Dlouhá jáma (424 m), südwestlich die Vrabčíny (454 m) sowie im Westen die Střežatka (434 m) und die Zelená hora (409 m).
Nachbarorte sind Kalinova Ves, Kočův Mlýn, Kostelík und Hradiště im Norden, Bučiny, Čilská Rybárna, Čilá, Skryje und Slapnice im Nordosten, Slapy, Slap und Podmokelský Mlýn im Osten, Jankovský Mlýn, Kohoutov, Ostrovecký Mlýn im Südosten, Ostrovec, Lhotka, Terešovská Huť und Mlečice im Süden, Sádky und Prašný Újezd im Südwesten, Chlum, Ptyč, Dolany und Hamouz im Westen sowie Studená und Zvíkovec im Nordwesten.

## Geschichte
In Podmokly bestand in der Frühzeit eine befestigte Ansiedlung, Reste von Wällen und Gräben haben sich noch bei den Häusern Nr. 17 und Nr. 74 erhalten.

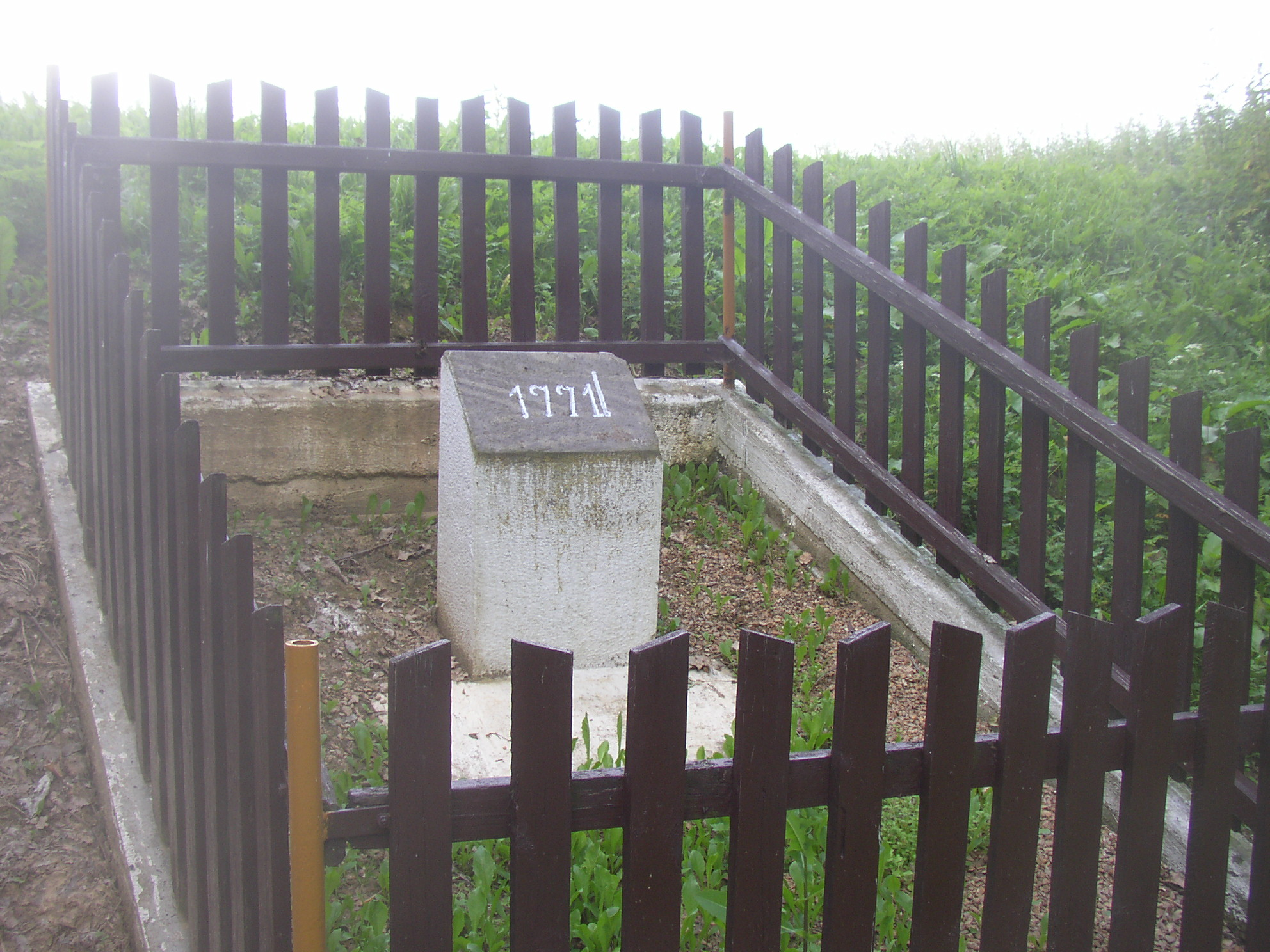
Gedenkstein am Fundort des Münzschatzes

Die erste schriftliche Erwähnung von Podmocleh erfolgte im Jahre 1045, als Herzog Břetislav I. das Dorf mit acht Untertanen dem Stift Břevnov überließ. Wegen der Abgelegenheit des Gutes tauschten die Benediktiner Podmokly im Jahre 1256 bei König Ottokar II. Přemysl gegen das Dorf Kuromrtvy ein. Ab 1370 gehörte Podmokly zu den Besitzungen der Herren von Rosenberg, sie verkauften das Gut 1379 an den Archidiakon Přibík. Nachfolgender Besitzer war Jindřich von Chříč, er veräußerte Podmokly 1402 an Albrecht von Kolowrat, der wahrscheinlich die Feste erbauen ließ. Im Jahre 1549 verkauften die Herren von Kolowrat das Gut Podmokly an Johann d. Ä. Popel von Lobkowicz, dem Johann d. J. von Lobkowicz auf Rothschloß folgte. In der zweiten Hälfte des 16. Jahrhunderts kaufte Salomena Hochhauser von Hochhausen das Gut, ab 1606 machte ihre Schwägerin Anna Hochhauser, geborene von Rokycan, Podmokly zu ihrem Sitz. Deren Tochter Maria Magdalena Warlich von Bubna, geborene von Hochhauser, kaufte das Gut 1626 ihren Schwestern und Miterbinnen für 6500 Meißnische Schock ab. Während des Dreißigjährigen Krieges wurde Podmokly verwüstet. Nach dem Tode von Maria Magdalenas Mann, Hermann Warlich von Bubna, erbte 1636 ihre Tochter Anna Salomena Hrusík das Gut, sie verkaufte es 1670 für 9500 Gulden an Johann Dietrich von Rummerskirch. Dieser veräußerte das Gut fünf Jahre später für 11.500 Gulden an Jaroslaus von Wrsowitz. Dessen Witwe Maria Elisabeth, verheiratete Gräfin Michna, vererbte das Gut 1687 ihrem Sohn Karl Georg Michna von Waitzenau, der 1707 das Schloss erbauen ließ. Sein Erbe Johann Joachim Graf Sinzendorf verkaufte Podmokl 1720 für 45.000 Gulden an den königlichen Prokurator und Fiskalamtsdirektors im Königreich Böhmen Johann Christian Ritter von Strolz.
Dieser veräußerte das Gut 1743 für 58.000 Gulden an Maria Anna Fürstin zu Fürstenberg, die das Gut an ihre Herrschaft Pürglitz anschloss. 1756 vereinigte Maria Anna zu Fürstenberg die Herrschaft Pürglitz testamentarisch mit der Herrschaft Kruschowitz und dem Gut Nischburg zu einem Familienfideikommiss von 400.000 Gulden. Die eine Hälfte des Erbes fiel ihren Söhnen Joseph Wenzel zu Fürstenberg-Stühlingen und Karl Egon I. zu Fürstenberg zu, die andere ihren Töchtern Henriette Fürstin von Thurn und Taxis und Maria Theresia zu Fürstenberg. Als Fideikommisserben setzte sie ihren zweitgeborenen Sohn Karl Egon I. ein, der durch Ausgleich auch die Anteile seiner Geschwister erwarb. Im Jahre 1771 verpachtete die Herrschaft die Podmokler Mühle. Am 11. Juni 1771 fand der Bauer Jan Koch am Podmokler Bach beim Bauernhof Wistrčilka den aus ca. 80 Pfund Regenbogenschüsselchen bestehenden Münzschatz von Podmokl. Der Meierhof Podmokl wurde 1779 geteilt und die eine Hälfte parzelliert. Nach dem Tode von Karl Egon I. erbte 1787 dessen ältester Sohn Philipp Fürst zu Fürstenberg († 1790) den Besitz, ihm folgten seine Kinder Karl Gabriel zu Fürstenberg († 1799) und Leopoldine Prinzessin von Hessen-Rothenburg-Rheinfels. 1803 verzichteten die weiblichen Erben in einem Familienvergleich zugunsten des minderjährigen Karl Egon II. zu Fürstenberg und der fürstlichen und landgräflichen Häuser Fürstenberg; als Verwalter wurde bis zu dessen Volljährigkeit im Jahre 1817 Joachim Egon Landgraf von Fürstenberg eingesetzt. 1811 kaufte General Jean Baptiste Alexandre Baron de Strolz Brauerei und Jagdgut des Meierhofs, welche bis 1946 in Familienbesitz blieben. In der Mitte des 19. Jahrhunderts untersuchte der Geologe Joachim Barrande die Trilobitenlagerstätte bei der Podmokler Mühle.
Im Jahre 1843 bestand Podmokl aus 104 Häusern mit 789 Einwohnern. Im Ort bestanden ein kleines obrigkeitliches Schloss mit einem Bräuhaus sowie eine unter dem Patronat der Gemeinde stehende Schule. Der Meierhof war seit der Raabisation parzelliert. Abseits lagen das herrschaftliche Forsthaus Butschina (Bučiny) sowie im Tal des Slaper Baches (Zbirožský potok) eine Mühle (Podmokelský Mlýn) mit einem Waldhegerhaus (Slap). Der einschichtige Bauernhof Wistrčilka nördlich von Podmokl gehörte zum Gut Zwikowetz. Pfarrort war Zwikowetz. Bis zur Mitte des 19. Jahrhunderts blieb Podmokl den Vereinigten Herrschaften und Gütern Pürglitz, Kruschowitz, Nischburg, Wschestat, Panaschow-Augedz, Skřiwan, Podmokl und Woleschna untertänig.
Nach der Aufhebung der Patrimonialherrschaften bildete Podmokly / Podmokl ab 1850 eine Gemeinde im Bezirk Hořowitz und Gerichtsbezirk Zbirow. Nach dem Tode Karls Egon II. zu Fürstenberg erbte 1854 dessen zweitgeborener Sohn Max Egon I. den Fideikommiss Pürglitz. Im Jahre 1896 wurde das Dorf dem Bezirk Rokitzan zugeordnet. Zwischen 1905 und 1914 wanderten mehrere Leute aus Podmokly auf der Suche nach einer besseren Lebensgrundlage nach Amerika aus. Während der deutschen Besetzung leitete der Müller František Froněk eine Widerstandsgruppe, die in den Jahren 1943 und 1944 durch die Gestapo Pilsen aufgedeckt wurde.
Der historische Ortskern von Podmokly ist seit 1995 als ländliche Denkmalschutzzone geschützt.

## Gemeindegliederung
Für die Gemeinde Podmokly sind keine Ortsteile ausgewiesen. Zu Podmokly gehören die Ansiedlung Bučiny (Buczina) sowie die Einschichten Slap, Slapy und Podmokelský Mlýn.

## Sehenswürdigkeiten

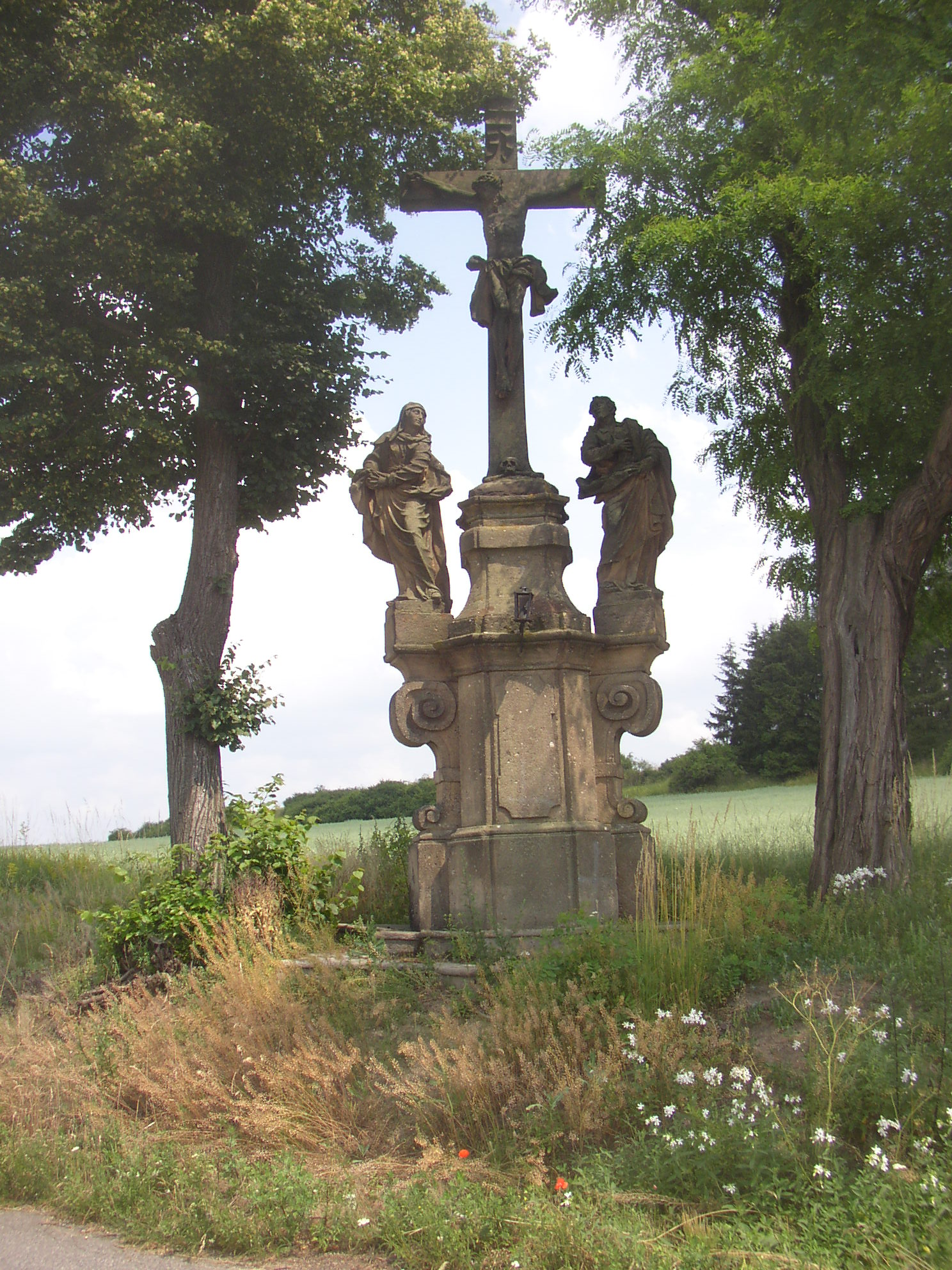
Kalvariengruppe

- Barockschloss Podmokly, der eingeschossige Bau entstand 1707 für Karl Georg Michna von Waitzenau an der Stelle einer mittelalterlichen Feste
- Barocke Kalvariengruppe mit Sandsteinstatuen des Gekreuzigten, der Jungfrau Maria und des hl. Johannes des Täufers an der Straße nach Hradiště, geschaffen im zweiten Drittel des 18. Jahrhunderts
- Barocke Statue des hl. Johannes von Nepomuk, an der Straße nach Zvíkovec nördlich des Dorfes, geschaffen im 18. Jahrhundert
- Barocke Statue der Immucula, im Schulgarten, geschaffen im 18. Jahrhundert
- Gedenkstein am Fundort des Schatzes von Podmokl, nördlich des Dorfes am Podmokelský potok
- Naturreservat Skryjská jezírka, Erosionsschlucht des Zbirožský potok mit zwei Teichen und Wasserfall, östlich von Podmokly
- Naturreservat Lípa, Erosionsschlucht des Zbirožský potok am Fuße der Lípa, östlich von Podmokly
- Bildstock mit Reliefs der Jungfrau Maria, des hl. Antonius, des hl. Adalbert und des hl. Moses
- Gedenkstein für die Mitglieder der antifaschistischen Widerstandsgruppe im nördlichen Zbiroher Land, enthüllt 1976
- Gedenkstein für den Müller František Froněk an seinem Todesort in der Serpentone oberhalb der Podmokelský Mlýn
- Denkmal für die 21 Gefallenen des Ersten Weltkrieges